# Ceratomontia
Genre
Ceratomontia est un genre d'opilions laniatores de la famille des Triaenonychidae.

## Distribution
Les espèces de ce genre se rencontrent en Afrique du Sud et en Amérique du Sud.

## Liste des espèces
Selon World Catalogue of Opiliones (25/05/2023) :
- Ceratomontia annae Lawrence, 1934
- Ceratomontia argentina Canals, 1939
- Ceratomontia brasiliana Maury, 1999
- Ceratomontia capensis Roewer, 1915
- Ceratomontia centralis Maury & Roig-Alsina, 1985
- Ceratomontia cheliplus Roewer, 1931
- Ceratomontia fluvialis Lawrence, 1931
- Ceratomontia irregularis Lawrence, 1931
- Ceratomontia karooensis Lawrence, 1931
- Ceratomontia mendocina Maury & Roig-Alsina, 1985
- Ceratomontia minor Lawrence, 1931
- Ceratomontia namaqua Lawrence, 1934
- Ceratomontia nasuta Lawrence, 1934
- Ceratomontia pusilla Lawrence, 1934
- Ceratomontia reticulata Lawrence, 1934
- Ceratomontia rumpiana Lawrence, 1937
- Ceratomontia ruricola Lawrence, 1934
- Ceratomontia sanguinea Lawrence, 1934
- Ceratomontia setosa Lawrence, 1931
- Ceratomontia starengai Porto & Pérez-González, 2023
- Ceratomontia tabulae Lawrence, 1931
- Ceratomontia thorni Lawrence, 1934
- Ceratomontia werneri Lawrence, 1931

## Publication originale
- Roewer, 1915 : « Die Familie der Triaenonychidae der Opiliones - Laniatores. » Archiv für Naturgeschichte, sér. A, vol. 80, no 12, p. 61–168 (texte intégral).